# 최수락
최수락(1986년 8월 18일 ~ )은 대한민국의 희극 배우 겸 영화배우이다.

## 학력
- 대경대학 방송연예제작과

## 출연작

### 방송
- 웃찾사 (SBS)
- 개그투나잇 (SBS)
- 기막힌이야기 실제상황(MBN)